# Phyllotocus chapmanni
Phyllotocus chapmanni är en skalbaggsart som beskrevs av Britton 1957. Phyllotocus chapmanni ingår i släktet Phyllotocus och familjen Melolonthidae. Inga underarter finns listade i Catalogue of Life.